# Villa (voie)
Pour les articles homonymes, voir villa (homonymie).

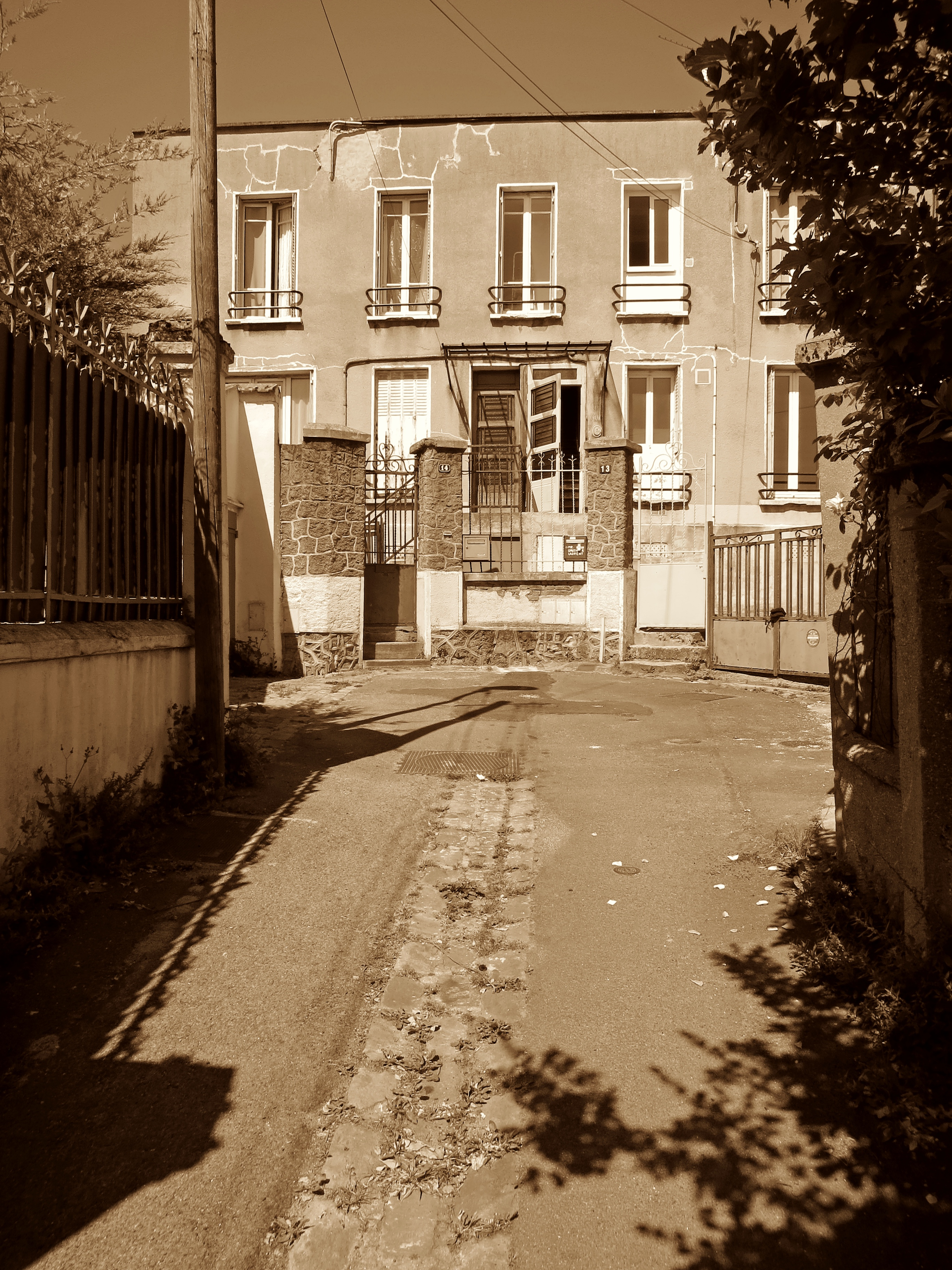
Villa Souchet à Montreuil (Seine-Saint-Denis).

Une villa, parfois appelée hameau, désigne à partir du XIXe siècle une voie ou impasse bordée à l'origine par des habitations individuelles. On en trouve notamment à Rennes (villa d'Artois, villa Volney, villa de Moravie) à Paris (villa Paul-Verlaine, villa Manin, villa des Boërs, dans le 19e arrondissement ; villa Montmorency, dans le 16e, villa Saint-Michel dans le 18e) et dans la banlieue parisienne (villa des Jardins à Pantin ou la villa des Iris à La Courneuve).

## Description
Une villa peut également être une forme de quartier privé (l'équivalent d'une « gated community » américaine) dans Paris et dans certaines villes d'Île-de-France. Il s'agit alors d'un lotissement souvent fermé et sécurisé qui propose des biens immobiliers haut de gamme dans un cadre agréable. Contrairement à un domaine privé, la villa est située au cœur d'une grande ville et est fortement démarquée des infrastructures extérieures.
Elle est généralement desservie par une ou plusieurs voies privées dont l'accès est réservé aux riverains et à leurs invités.
Le niveau de sécurisation varie d'un ensemble à un autre. Cela peut aller d'un portail clos avec interphone à un espace clôturé, surveillé par des caméras, et dont les entrées et sorties sont contrôlées par des concierges.
Le parc immobilier est constitué d'un groupement d'immeubles de grand standing ou dans sa version la plus traditionnelle d'un ensemble d'hôtels particuliers et de petits immeubles possédant chacun un jardin ou un parc arboré. Les plus connues et les plus vastes se trouvent dans le 16e arrondissement de Paris. Peuvent être cités par exemple la villa Montmorency ou encore le hameau Boileau.

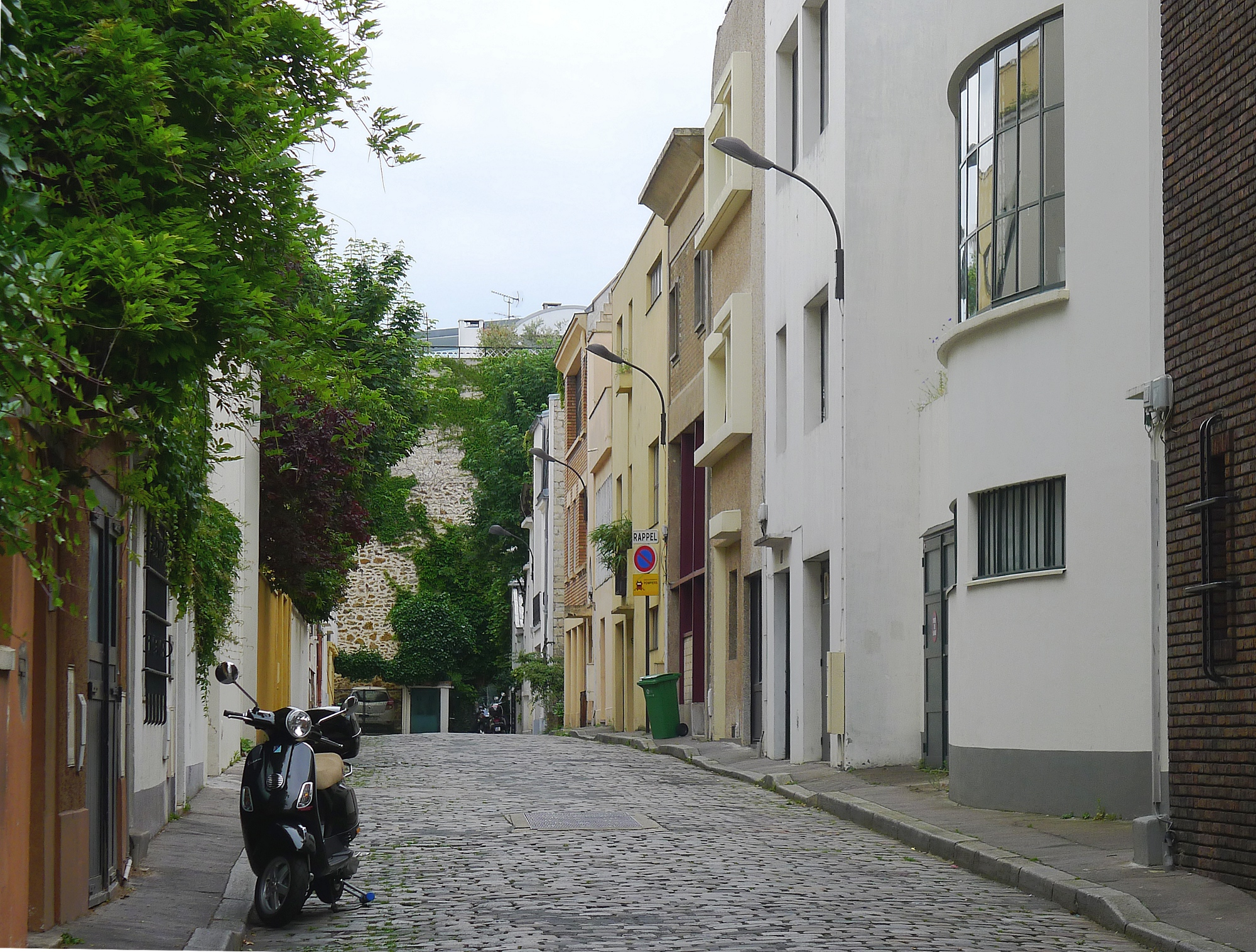
Villa Seurat, Paris 14e.
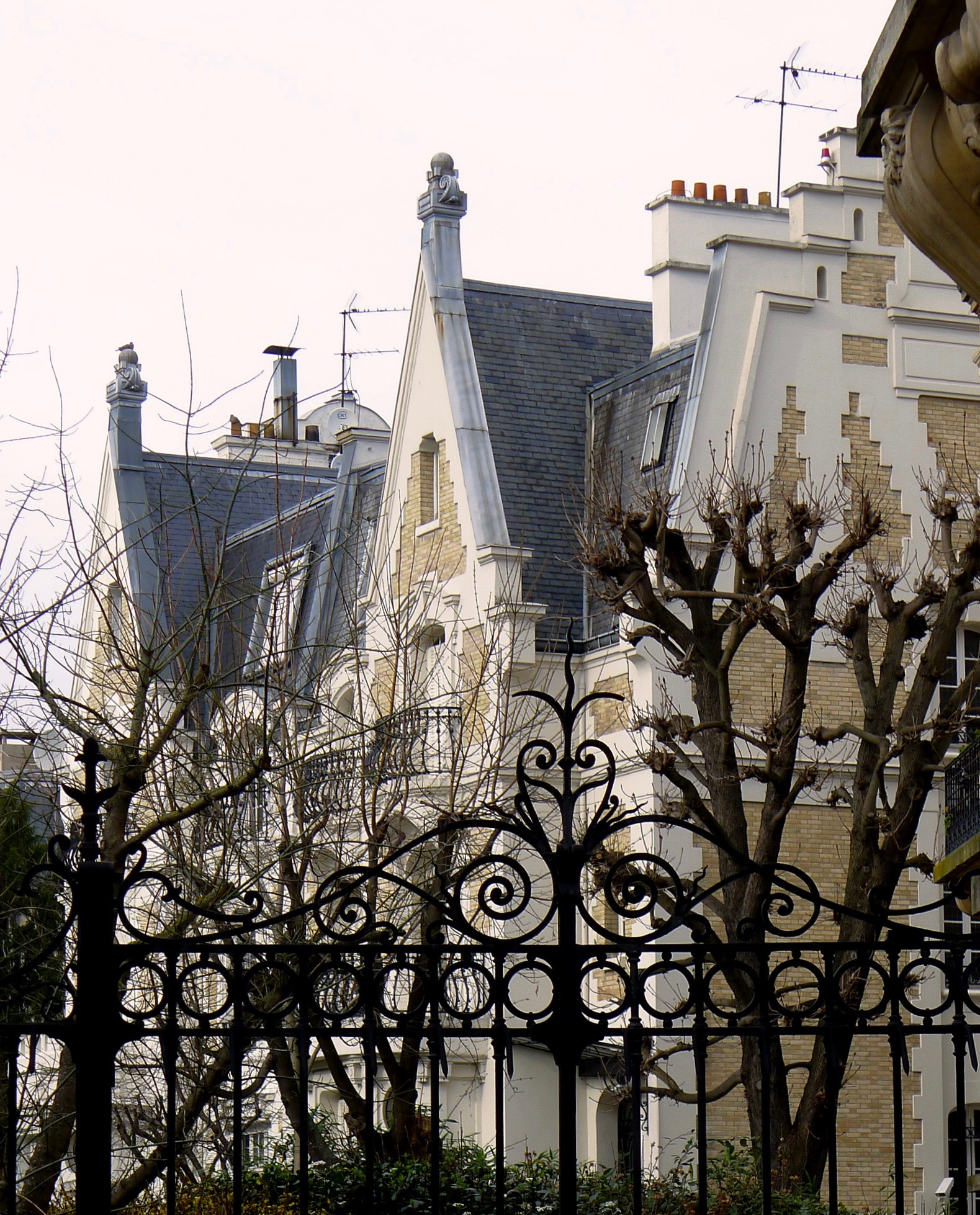
La villa Montmorency, Paris 16e.
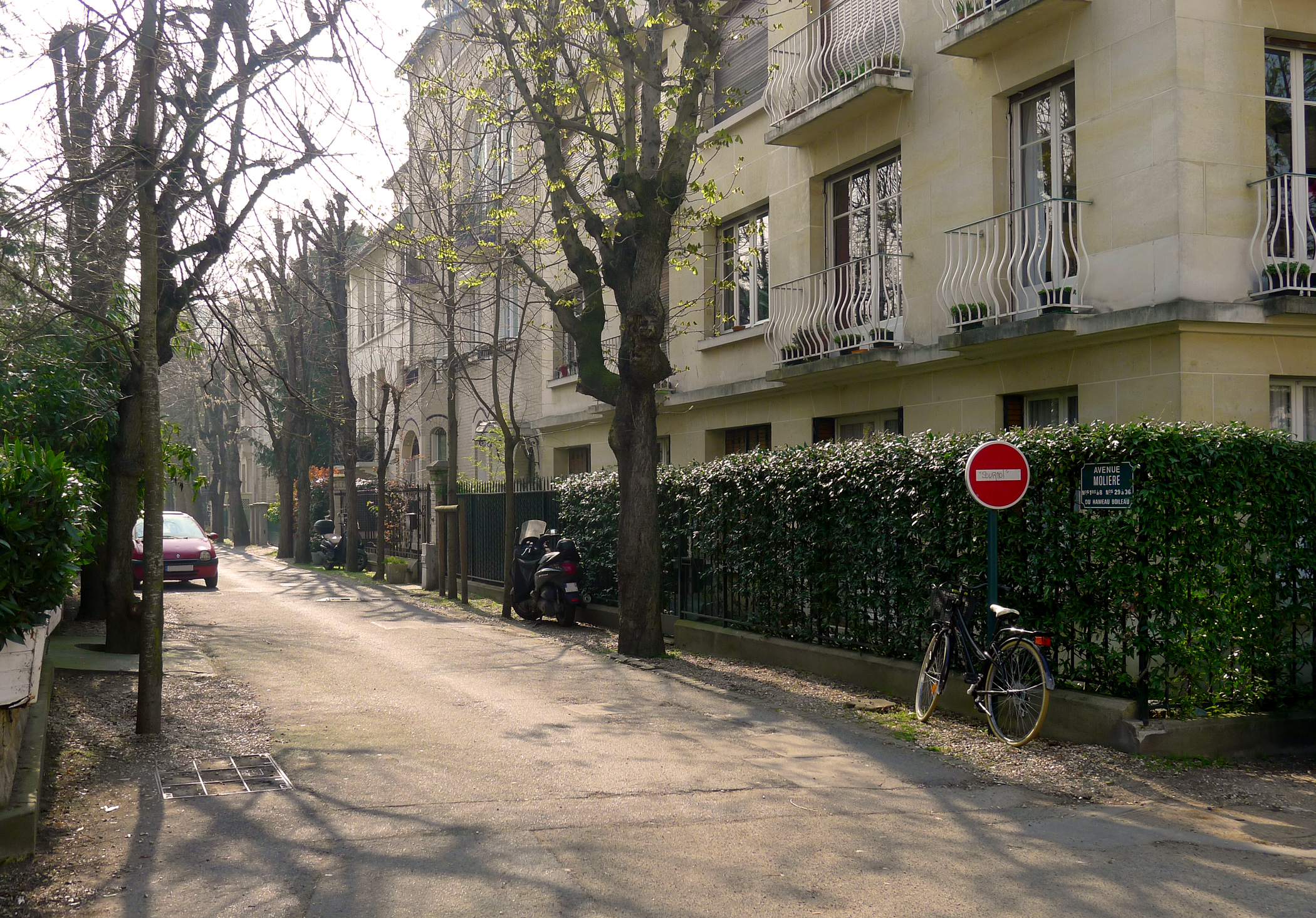
Avenue Molière dans le hameau Boileau, Paris 16e.
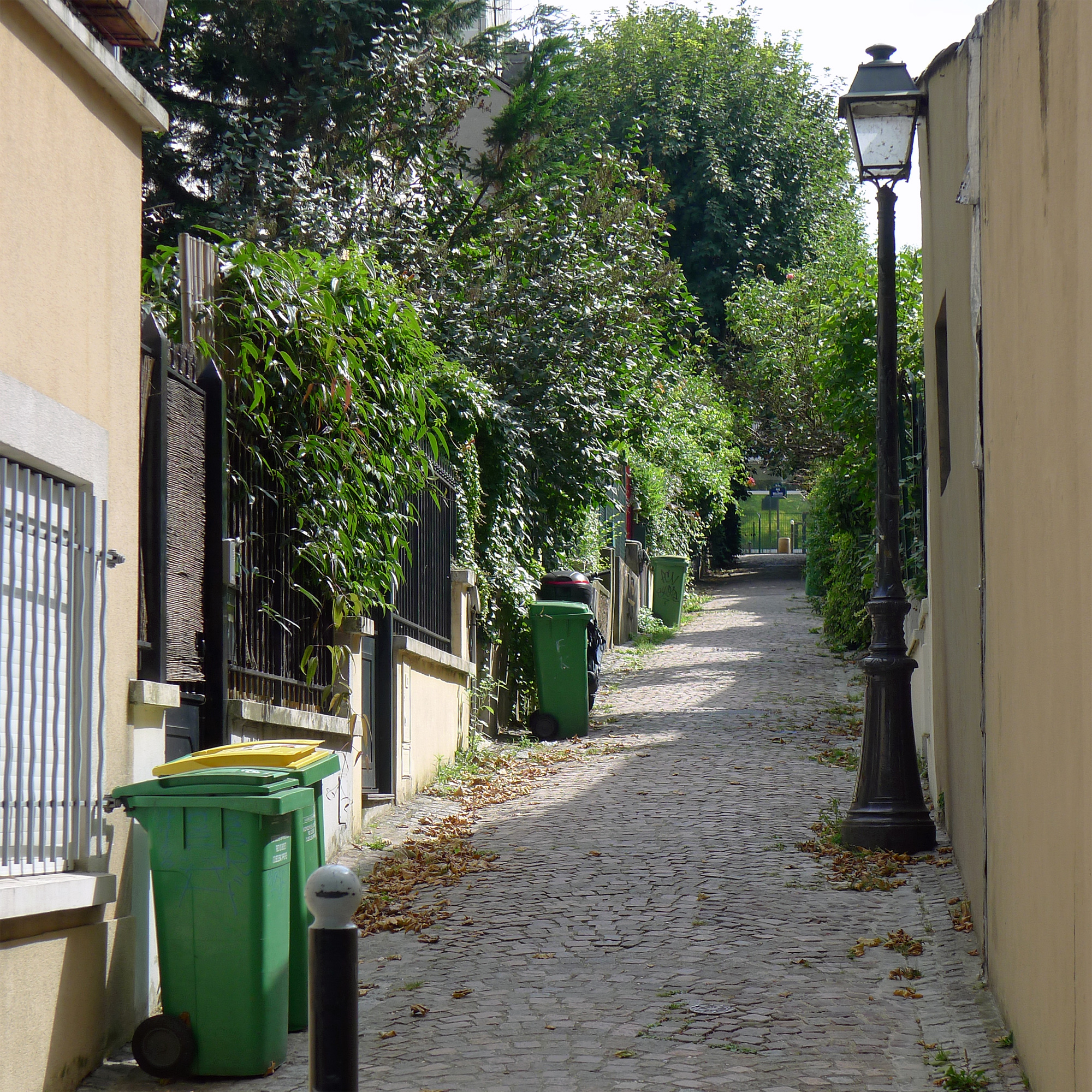
La villa Félix-Faure dans le quartier de la Mouzaïa,  Paris 19e.